# Абля
Абля — река в России, протекает в Губахинском муниципальном округе Пермского края. Впадает в Вильву на 86-м километре от её устья. Длина реки составляет 17 километров.

## География
Исток реки Абли находится на западных окраинах посёлка Углеуральского, рядом со станцией Углеуральской. От истока река течёт на юг, затем резко поворачивает на северо-запад. Приток — Косая (правый). Населённых пунктов на Абле нет. Река впадает в Вильву у нежилой деревни Сопка.

## Данные водного реестра
По данным государственного водного реестра России, Абля относится к Камскому бассейновому округу, водохозяйственный участок реки — Кама от города Березники до Камского гидроузла, без реки Косьвы (от истока до Широковского гидроузла), Чусовая и Сылва, речной подбассейн — бассейны притоков Камы до впадения Белой, речной бассейн — Кама.
Код объекта в государственном водном реестре — 10010100912111100007321.